# Det forrykte Hus
Det forrykte Hus er en amerikansk stumfilm fra 1917 af Roscoe Arbuckle.

## Medvirkende
- Roscoe Arbuckle som Mr. Rough
- Al St. John
- Buster Keaton
- Alice Lake som Mrs. Rough
- Agnes Neilson